# Jaydy Michel
Jaydy Ann Michel Brixon (Guadalajara 20 de desembre de 1975) és una model i actriu mexicana presentadora del programa Mexico's Next Top Model.
És la menor de tres germans. Va estudiar dos anys de periodisme. Als Estats Units va fer les seves primeres fotos professionals com a model.
Ha treballat en la pel·lícula Isi/Disi. Amor a lo bestia, protagonitzada per Santiago Segura i Florentino Fernández. Pel seu paper va guanyar el Premi Godoy a la pitjor actriu de 2004. Entre 2007 i 2008, va treballar a la sèrie espanyola de televisió Los Serrano amb el personatge de Celia Montenegro, una professora d'anglès.
El 30 de desembre de 1999 es va casar amb el cantant espanyol Alejandro Sanz, i en 2001 van tenir una filla anomenada Manuela. Es van separar el 2004. Des de 2006 té una relació amorosa amb el defensa mexicà de la selecció de futbol de Mèxic i jugador del FC Barcelona Rafael Márquez. El 4 de gener de 2011 la parella es va casar en Manzanillo, Mèxic. El 16 de juny de 2016 va néixer el primer fill de la parella i segon fill de Jaydy, anomenat Leonardo.

## Modelatge
Jaydy ha desfilat en les principals passarel·les del món per a dissenyadors de la talla de Torretta, Javier Larrainzar i Agatha Ruiz de la Prada. També ha estat portada de les més importants revista de la moda nacional mexicà i internacional com a Elle, Marie Claire, Woman, GQ, Chic, Telva, Vogue México, Vogue España, Hola España i Ocean Drive, entre moltes altres.
Entre les seves campanyes, es poden esmentar reconegudes marques com Tous, Wella, Tous Touch Fragance, Gillette, Platino Lingerie, entre d'altres.
Al maig de 2013, es va donar a conèixer que Jaydy Michel seria la nova host del reality show Mexico's Next Top Model reemplaçant a la top model Elsa Benitez, per a la quarta temporada d'aquest.